# Zmarli w roku 1935
Lista osób zmarłych w 1935:

## styczeń 1935
- 5 stycznia – Piotr Bonilli, włoski duchowny katolicki, założyciel Sióstr Najświętszej Rodziny w Spoleto, błogosławiony katolicki[1]
- 21 stycznia – Hugo Clason, szwedzki żeglarz, medalista olimpijski[2]

## luty 1935
- 1 lutego – Bolesław Limanowski, polski historyk, socjolog, polityk, działacz socjalistyczny i niepodległościowy[3]
- 4 lutego – John Henry Birtles, brytyjski rugbysta, medalista olimpijski[4]
- 10 lutego – Euzebia Palomino Yenes, hiszpańska salezjanka, błogosławiona katolicka[5]
- 12 lutego – Auguste Escoffier, francuski szef kuchni[6]
- 13 lutego – Herbert Giles, brytyjski dyplomata i sinolog[7]
- 20 lutego – Alina Bondy-Glassowa, polska malarka[8]

## marzec 1935
- 5 marca – Bob Craig, australijski rugbysta, medalista olimpijski[9]
- 6 marca – Oliver Wendell Holmes Jr., prawnik amerykański[10]
- 7 marca – Leonid Fiodorow, pierwszy egzarcha Kościoła katolickiego obrządku bizantyjsko-rosyjskiego, błogosławiony katolicki[11]
- 16 marca – John Macleod, fizjolog szkocki, laureat Nagrody Nobla[12]
- 22 marca – Aleksander Moisiu, albański aktor i reżyser[13]
- 24 marca – Maria Karłowska, założycielka Zgromadzenia Sióstr Pasterek, błogosławiona katolicka[14]
- 30 marca – Władysław Sujkowski, inżynier technolog, oficer Legionów Polskich i Wojska Polskiego, przywódca Republiki Sławkowskiej[15]

## kwiecień 1935
- 5 kwietnia – Emil Młynarski, polski skrzypek, dyrygent, kompozytor, współzałożyciel i dyrektor Filharmonii Warszawskiej[16]
- 6 kwietnia – Charles Orr, szkocki rugbysta (ur. 1866)
- 14 kwietnia – Emmy Noether, niemiecka matematyczka[17]
- 15 kwietnia – Anna Ancher, duńska malarka[18]
- 16 kwietnia – Panait Istrati, pisarz rumuński tworzący w języku francuskim[19]

## maj 1935
- 11 maja – Edward Herbert Thompson, amerykański archeolog i dyplomata[20]
- 12 maja – Józef Piłsudski, Marszałek Polski, Naczelnik Państwa[21]
- 14 maja – Magnus Hirschfeld, niemiecki lekarz żydowskiego pochodzenia, jeden z prekursorów seksuologii[22]
- 17 maja:
  - Paul Dukas, kompozytor francuski[23]
  - Antonia Mesina, włoska męczennica, błogosławiona katolicka
- 18 maja – Michael Berkowitz, żydowski pedagog i pisarz, pionier ruchu syjonistycznego[24]
- 19 maja – Thomas Edward Lawrence, brytyjski archeolog, podróżnik, wojskowy, pisarz i dyplomata[25]
- 21 maja:
  - Jane Addams, amerykańska bojowniczka o pokój i reformy społeczne, laureatka Pokojowej Nagrody Nobla[26]
  - Hugo de Vries, holenderski botanik i genetyk[27]
  - Jan Sroczyński, major artylerii Wojska Polskiego[28]
- 23 maja – Julian Flatau, polski chemik i farmaceuta[29]

## czerwiec 1935
- 2 czerwca – Leon Pluciński, polski ziemianin, polityk, wicemarszałek Sejmu[30]
- 22 czerwca – Szymon Askenazy, polski historyk[31]
- 24 czerwca – Carlos Gardel, argentyński śpiewak[32]

## lipiec 1935
- 3 lipca:
  - Michał Bobrzyński, polski historyk i konserwatywny polityk[33]
  - André Citroën, inżynier i przedsiębiorca francuski[34]
  - Tadeusz Kossak, polski działacz społeczny, major kawalerii Wojska Polskiego[35]
- 12 lipca – Alfred Dreyfus, francuski oficer[36]
- 17 lipca:
  - Jacob Björnström, fiński żeglarz, medalista olimpijski[37]
  - George William Russell, irlandzki poeta, malarz, mistyk, filozof i publicysta[38]
- 24 lipca – John Carlsson, szwedzki żeglarz, olimpijczyk[39]
- 31 lipca – Mieczysław Basiewicz, major piechoty Wojska Polskiego[40]

## sierpień 1935
- 12 sierpnia:
  - Nina Frances Layard, angielska archeolog i poetka[41]
  - Gareth Jones, walijski dziennikarz, który informował o wielkim głodzie na Ukrainie[42]
  - Maria Rose, działaczka niepodległościowa[43]
- 15 sierpnia:
  - Wiley Post, lotnik amerykański[44]
  - Stanisława Przybyszewska, polska dramatopisarka i powieściopisarka[45]
- 21 sierpnia – John Hartley, tenisista brytyjski, zwycięzca Wimbledonu[46]
- 29 sierpnia – Astryda, królowa Belgów[47]
- 30 sierpnia – Henri Barbusse, francuski pisarz, dziennikarz i komunista[48]

## wrzesień 1935
- 1 września Stanisław Piasek, polski żołnierz, kawaler Orderu Virtuti Militari (ur. 1894)
- 3 września – Franciszek Henryk Nowicki, polski poeta, taternik, działacz polityczny, projektodawca Orlej Perci[49]
- 9 września – John Tod, szkocki rugbysta (ur. 1862)
- 19 września – Konstantin Ciołkowski, rosyjski uczony i wynalazca pochodzenia polskiego[50]
- 22 września – Joseph Chambers, irlandzki rugbysta, sędzia sportowy (ur. 1864)

## październik 1935
- 12 października – Mieczysław Łebkowski, major Wojska Polskiego, odznaczony Orderem Virtuti Militari (ur. 1884)
- 20 października – Arthur Henderson, szkocki polityk, laureat pokojowej Nagrody Nobla[51]

## listopad 1935
- 5 listopada – John Orr, szkocki rugbysta (ur. 1865)
- 6 listopada:
  - Henry Fairfield Osborn, amerykański geolog oraz paleontolog, odkrywca tyranozaura i welociraptora[52]
  - Billy Sunday, amerykański baseballista i ewangelista przebudzeniowy wyznania prezbiteriańskiego
- 11 listopada – Edward Jackett, brytyjski rugbysta, medalista olimpijski[53]
- 15 listopada – Józef Pracki, polski oficer, lekarz, kawaler Orderu Virtuti Militari (ur. 1882)
- 28 listopada – Erich Moritz von Hornbostel, niemiecki etnomuzykolog[54]
- 30 listopada:
  - Robert Dunlop, irlandzki rugbysta (ur. ?)
  - Jan Wierzchoń, polski oficer, kawaler Orderu Virtuti Militari (ur. 1897)

## grudzień 1935
- 1 grudnia – Bernhard Schmidt, optyk i astronom pochodzenia estońskiego[55]
- 2 grudnia – James Breasted, amerykański archeolog, historyk i egiptolog[56]
- 3 grudnia – Wiktoria Koburg, księżniczka Wielkiej Brytanii[57]
- 4 grudnia – Charles Robert Richet, lekarz i fizjolog francuski, laureat Nagrody Nobla[58]
- 10 grudnia – Jan Ewangelista Mocko, polski duchowny katolicki, wieloletni proboszcz i burmistrz w Skoczowie[59]
- 13 grudnia – Victor Grignard, francuski profesor chemii, laureat Nagrody Nobla[60]
- 14 grudnia – Stanley G. Weinbaum, amerykański pisarz science-fiction[61]
- 17 grudnia – Juan Vicente Gómez, prezydent-dyktator Wenezueli[62]
- 20 grudnia – Tadeusz Skarga-Gaertig, major kawalerii Wojska Polskiego, kawaler Virtuti Militari[63]
- 21 grudnia – Kurt Tucholsky, niemiecki pisarz i dziennikarz[64]
- 24 grudnia – Alban Berg, austriacki kompozytor, przedstawiciel drugiej szkoły wiedeńskiej[65]